# 藤堂秋人
藤堂秋人，日本男性漫畫家。代表作是《週刊ASCII》（ASCII Media Works）連載的《歡樂零件屋》。

## 作品列表
台灣角川代理中文版用粗體字表示。
- 仙境傳說  ※藤堂秋人名義。
  - 世界（2003年7月）
  - （2003年9月）
  - （全3話，2003年11月－2004年1月）
  - How Can I Say（2004年3月）
  - 瑠璃（全3話，2004年4月、2004年5月、2005年8月）
  - （全5回，2004年8月、2004年9月、2005年1月、2005年6月、2005年7月）
- 仙境傳說 大陸的草原與王國（2005年5月起在《Login（日语：ログイン (雑誌)）》連載時間約2年，KADOKAWA，未出單行本）※藤堂秋人名義。
- 歡樂零件屋（《週刊ASCII（日语：週刊アスキー）》2007年11月20日號－2014年6月24日號，KADOKAWA／ASCII Media Works，全10冊）
- （《Manga Time Special》2011年3月號，芳文社，未出單行本）
- （《Manga Time Special》2012年2月號－2014年7月號，芳文社，第2冊未出單行本[1][2][3]）
- （《週刊ASCII》Vol.996／2014年9月30日號－Vol.1119／2017年3月22日號，KADOKAWA／ASCII Media Works，未出單行本[4]）

## 外部連結
- 藤堂秋人的X（前Twitter） （日語）